# Drašče
Drašče (nemško Draschitz) je naselje v Občini Straja vas v Okraju Beljak-dežela na Koroškem v Avstriji.